# Lijst van Nederlandse leiderstruidragers Ronde van Spanje
De lijst van Nederlandse leiderstruidragers in de Ronde van Spanje is een opsomming van Nederlandse wielrenners die in de Ronde van Spanje op enig moment het algemeen klassement hebben aangevoerd. De kleur van de leiderstrui in de Vuelta a España is in de beginjaren vaak aangepast, maar werd in 1955 voor langere tijd geel. In 1977 was de trui eenmalig oranje, en in 1999 werd het een gouden trui. In 2010 veranderde de leiderstrui voorlopig voor de laatste keer van een kleur: sindsdien draagt de klassementsleider een rode trui.
Recordhouder is René Pijnen, die in drie verschillende edities zeventien van de indertijd nog gele leiderstruien verzamelde. Jan Janssen en Joop Zoetemelk zijn de enige twee Nederlanders die ooit het eindklassement op hun naam schreven, te weten in 1967 respectievelijk 1979. De meest recente rode truidrager is Mike Teunissen in 2022.

## Ranglijst
|    | Renner           | Jaren            |
| -- | ---------------- | ---------------- |
| 17 | René Pijnen      | 1970, 1971, 1972 |
| 15 | Joop Zoetemelk   | 1979             |
| 7  | Jan Janssen      | 1967, 1968       |
| 6  | Tom Dumoulin     | 2015             |
| 3  | Daan de Groot    | 1958             |
| 3  | Hennie Kuiper    | 1976             |
| 2  | Cees Haast       | 1966             |
| 2  | Gerben Karstens  | 1973             |
| 2  | Bert Oosterbosch | 1985             |
| 2  | Jelle Nijdam     | 1992             |
| 1  | Max van Heeswijk | 2004             |
| 1  | Bauke Mollema    | 2011             |
| 1  | Robert Gesink    | 2022             |
| 1  | Mike Teunissen   | 2022             |
| 63 | 14 renners       | 16 edities       |

## Lijst van leiderstruidragers
| Jaar | Renner           | #  | Gepakt na (overgenomen van)         | Kwijtgeraakt na (kwijtgeraakt aan) |
| ---- | ---------------- | -- | ----------------------------------- | ---------------------------------- |
| 1958 | Daan de Groot    | 3  | 6e etappe ( Jean Stablinski)        | 9e etappe ( Rik Van Looy)          |
| 1966 | Cees Haast       | 2  | 13e etappe ( Valentin Uriona)       | etappe 15a ( Francisco Gabica)     |
| 1967 | Jan Janssen      | 3  | etappe 1b ( Guido Reybrouck)        | 2e etappe ( Domingo Perurena)      |
| 1967 | Jan Janssen      | 3  | 17e etappe ( Jean-Pierre Ducasse)   | Eindwinnaar na 18e etappe          |
| 1968 | Jan Janssen      | 4  | etappe 1a (eerste drager)           | etappe 3b ( Rudi Altig)            |
| 1970 | René Pijnen      | 8  | 1e etappe ( Luis Ocaña)             | 4e etappe ( Domingo Perurena)      |
| 1970 | René Pijnen      | 8  | 5e etappe ( Domingo Perurena)       | 9e etappe ( Luis Ocaña)            |
| 1971 | René Pijnen      | 8  | proloog (eerste drager)             | 4e etappe ( Domingo Perurena)      |
| 1971 | René Pijnen      | 8  | 5e etappe ( Domingo Perurena)       | 9e etappe ( Agustin Tamames)       |
| 1972 | René Pijnen      | 1  | proloog (eerste drager)             | 1e etappe ( Miguel Maria Lasa)     |
| 1973 | Gerben Karstens  | 2  | 2e etappe ( Eddy Merckx)            | 4e etappe ( José Pesarrodona)      |
| 1976 | Hennie Kuiper    | 3  | 17e etappe ( Joaquim Agostinho)     | etappe 19b ( José Pesarrodona)     |
| 1979 | Joop Zoetemelk   | 15 | proloog (eerste drager)             | 6e etappe ( Christian Levavasseur) |
| 1979 | Joop Zoetemelk   | 15 | 13e etappe ( Christian Levavasseur) | Eindwinnaar na 19e etappe          |
| 1985 | Bert Oosterbosch | 2  | proloog (eerste drager)             | 2e etappe ( Miguel Indurain)       |
| 1992 | Jelle Nijdam     | 2  | 1e etappe (eerste drager)           | etappe 2b ( Pello Ruiz Cabestany)  |
| 2004 | Max van Heeswijk | 1  | 2e etappe ( Floyd Landis)           | 3e etappe ( Benoît Joachim)        |
| 2011 | Bauke Mollema    | 1  | 9e etappe ( Joaquim Rodriguez)      | 10e etappe ( Chris Froome)         |
| 2015 | Tom Dumoulin     | 6  | 5e etappe ( Esteban Chaves)         | 6e etappe ( Esteban Chaves)        |
| 2015 | Tom Dumoulin     | 6  | 9e etappe ( Esteban Chaves)         | 11e etappe ( Fabio Aru)            |
| 2015 | Tom Dumoulin     | 6  | 17e etappe ( Joaquim Rodriguez)     | 20e etappe ( Fabio Aru)            |
| 2022 | Robert Gesink    | 1  | 1e etappe (eerste drager)           | 2e etappe ( Mike Teunissen)        |
| 2022 | Mike Teunissen   | 1  | 2e etappe ( Robert Gesink)          | 3e etappe ( Edoardo Affini)        |